# Manolín Martínez
Manuel Martínez Canales, más conocido como Manolín (Guecho, Vizcaya, 21 de mayo de 1928 - Zaragoza, 25 de julio de 2014) fue un futbolista español que se desempeñaba como centrocampista.
Fue internacional en una ocasión con la selección española en un amistoso disputado ante Argentina el 5 de julio de 1953.

## Trayectoria
Se formó como futbolista en el CD Getxo, con el que logró un ascenso a Tercera División, y el CD Arrigunaga de Guecho. Su primera temporada como profesional fue la campaña 1948-49, en la que jugó en el Racing de Ferrol.
En 1949 se incorporó al primer equipo del Athletic Club, donde pasó seis temporadas. En total, disputó 189 partidos y logró tres títulos. En mayo de 1955 se incorporó al Real Madrid, después de un incidente con Daučík, formando parte del equipo que logró la primera Copa de Europa de la historia un año más tarde. En el equipo blanco sólo jugó partidos de Liga y Copa.
En 1956 fichó por el Real Zaragoza, después de haber jugado 15 partidos en el club madrileño. En 1959 se incorporó al Recreativo de Huelva, ya en Segunda División. Se retiró en 1960, después de haber jugado en la SD Indauchu los últimos meses.

#### Como entrenador
Después de retirarse como futbolista tuvo una dilatada trayectoria de entrenador en equipos de Segunda División como Deportivo Alavés, CF Badalona, RCD Mallorca, CD Orense o Barakaldo CF y Tercera División como Palencia CF, CD Getxo, Cultural Leonesa o CD Lugo.

## Clubes
| Club                  | País   | Año       | Partidos | Goles |
| --------------------- | ------ | --------- | -------- | ----- |
| Arenas Club           | España | 1946-1947 | ¿?       | ¿?    |
| Racing Club de Ferrol | España | 1948-1949 | 31       | 3     |
| Athletic Club         | España | 1949-1955 | 189      | 8     |
| Real Madrid           | España | 1955-1956 | 15       | 1     |
| Real Zaragoza         | España | 1956-1959 | 46       | 1     |
| Recreativo de Huelva  | España | 1959-1960 | 8        | 0     |
| SD Indauchu           | España | 1960      | 2        | 0     |

## Palmarés
| Título                | Club          | País   | Año  |
| --------------------- | ------------- | ------ | ---- |
| Copa del Generalísimo | Athletic Club | España | 1950 |
| Copa Eva Duarte       | Athletic Club | España | 1950 |
| Copa Latina           | Real Madrid   | España | 1955 |
| Copa de Europa        | Real Madrid   | España | 1956 |